# Ichhawar
Ichhawar è una suddivisione dell'India, classificata come nagar panchayat, di 12.688 abitanti, situata nel distretto di Sehore, nello stato federato del Madhya Pradesh. In base al numero di abitanti la città rientra nella classe IV (da 10.000 a 19.999 persone).

## Geografia fisica
La città è situata a 23° 1' 0 N e 77° 1' 0 E e ha un'altitudine di 491 m s.l.m..

## Società

### Evoluzione demografica
Al censimento del 2001 la popolazione di Ichhawar assommava a 12.688 persone, delle quali 6.633 maschi e 6.055 femmine. I bambini di età inferiore o uguale ai sei anni assommavano a 2.079, dei quali 1.093 maschi e 986 femmine. Infine, coloro che erano in grado di saper almeno leggere e scrivere erano 7.422, dei quali 4.520 maschi e 2.902 femmine.